# Thysselinum silvestre
Thysselinum silvestre är en flockblommig växtart som beskrevs av Heinrich Gottlieb Ludwig Reichenbach. Thysselinum silvestre ingår i släktet Thysselinum och familjen flockblommiga växter. Inga underarter finns listade i Catalogue of Life.